# 42Y busz (Pécs)
A pécsi 42Y jelzésű autóbusz a nagyárpádi városrészt kapcsolja össze a Belvárossal. A vasútállomástól indul, és a Temető keleti kapujának érintésével jut el Nagyárpád Fő térre.

## Története
A járatot 2018. június 18-án indították egyes 42-es buszok helyett.

## Útvonala
| Főpályaudvar → Árkád → Interspar → Nagyárpád | Nagyárpád → Árpádváros → Árkád → Főpályaudvar |
| --- | --- |
| Főpályaudvar – Vasút utca – Kálvin utca – Bajcsy-Zsilinszky utca – Nagy Lajos király útja – Alsómalom utca – Árpád híd – Siklósi út – Faiskola utca – Nagyárpádi út – Kemény Zsigmond utca – Németh Béla utca – Nagyárpád | Nagyárpád – Németh Béla utca – Kemény Zsigmond utca – Kanizsai Dorottya út – Siklósi út – Árpád híd – Alsómalom utca – Nagy Lajos király útja – Bajcsy-Zsilinszky utca – Kálvin János utca – Vasút utca – Főpályaudvar |

## Megállóhelyei
| 42Y (Főpályaudvar – Nagyárpád) |                         |          | |                                                           |
| Perc (↓)                       | Megállóhely             | Perc (↑) | Megállóhelyet érintő járatok | Létesítmények                                             |
| 0                              | Főpályaudvar végállomás | 14       | 3, 3E, 4, 4Y, 6, 6E, 7, 7Y, 8, 13, 13E, 13Y, 14, 14Y, 15, 15A, 20, 30, 31, 32, 32Y, 33, 34, 34Y, 35, 35Y, 36, 37, 38, 38Y, 39, 40, 41, 41E, 41Y, 42, 42Y, 43, 44, 46, 47, 73, 73Y, 104, 104A, 104E, 104Y, 130, 130A, 140 · Helyközi autóbuszok · Főpályaudvar | Vasútállomás, MÁV Területi Igazgatósága, Autóbusz-állomás |
| 3                              | Árkád, autóbusz-állomás | 12       | 3, 3E, 6, 6E, 7, 7Y, 8, 20, 21, 21A, 22, 23, 23Y, 24, 41, 41E, 41Y, 42, 42Y, 43, 60, 60A, 60Y, 73, 73Y, 103, 107E, 109E, 121, 130, 130A · Helyközi és távolsági autóbuszok                                                                                    | Árkád, Távolsági autóbusz-állomás                         |
| 5                              | Bőrgyár                 | 9        | 3, 6, 7, 7Y, 8, 22, 23, 23Y, 24, 33, 41, 41Y, 42, 42Y, 43, 60, 60A, 60Y, 73, 73Y, 103, 130, 130A · Helyközi autóbuszok | Bőrgyár                                                   |
| 6                              | Béke utca               | 8        | 6, 7, 7Y, 8, 22, 23, 23Y, 24, 41, 41Y, 42, 42Y, 43, 73, 73Y | Interspar                                                 |
| 8                              | Interspar               | ∫        | 41, 41Y, 42, 42Y, 142 | Temető, Interspar                                         |
| 9                              | Temető keleti kapu      | ∫        | 41, 41Y, 42, 42Y, 142 | Temető                                                    |
| 11                             | Csárda                  | ∫        | 41, 41Y, 42, 42Y, 142 |                                                           |
| 12                             | Községhatár             | ∫        | 41, 41Y, 42, 42Y, 142 |                                                           |
| ∫                              | Temető északi kapu      | 6        | 6, 7, 7Y, 8, 22, 23, 23Y, 24, 33, 41, 42Y, 43, 73, 73Y, 142 · Helyközi autóbuszok |                                                           |
| ∫                              | Temető déli kapu        | 5        | 6, 7, 7Y, 8, 41, 42Y, 43, 73, 73Y, 142 |                                                           |
| ∫                              | Árpádváros              | 3        | 41, 41E, 42Y, 43, 121, 142 |                                                           |
| 13                             | Kiss János utca         | 1        | 41, 41Y, 42, 42Y, 43, 142 |                                                           |
| 15                             | Nagyárpád végállomás    | 0        | 41, 41Y, 42, 42Y, 43, 142 |                                                           |